# Desmond Plummer
Pour les articles homonymes, voir Plummer.
Arthur Desmond Herne Plummer, baron Plummer de St Marylebone, (25 mai 1914 - 2 octobre 2009) est un homme politique britannique du Parti conservateur à Londres et ancien chef du Conseil du Grand Londres de 1967 à 1973.

## Éducation et service militaire
Plummer fait ses études au Hurstpierpoint College et au College of Estate Management. Il devient arpenteur mais sa carrière est écourtée par la Seconde Guerre mondiale où il sert avec les Royal Engineers avec le grade de major. En 1950, il reçoit la décoration territoriale pour ses longs états de service dans l'armée territoriale et il est membre du conseil des sports de l'armée territoriale de 1953 à 1979.

## Carrière politique
Plummer est élu au conseil d'arrondissement de St. Marylebone en mai 1952 et est maire de l'arrondissement en 1958. Il est sélectionné comme candidat conservateur pour une élection partielle au Conseil du comté de Londres à St Marylebone en 1960 et est élu sans opposition pour le siège sûr. Il est élu à son successeur, le Greater London Council, en 1964 pour la Cité de Westminster.
En 1966, Plummer est choisi comme chef de l'opposition pour succéder à Sir Percy Rugg, juste un an avant les élections du GLC. Alors que le gouvernement travailliste d'Harold Wilson devient de plus en plus impopulaire, il remporte une victoire écrasante en 1967. L'un des premiers actes de Plummer est l'ouverture officielle du tunnel Southbound Blackwall, comme en témoigne une inscription sur son entrée. Son GLC est le pionnier de la vente de logements sociaux et négocié avec le gouvernement le pouvoir d'exploiter le métro de Londres et le reste des transports de Londres en 1969. Les conservateurs sont réélus sous Plummer en 1970 quelques semaines avant les élections générales, bien que les travaillistes aient repris le contrôle de l'Inner London Education Authority. Plummer est le seul chef du GLC à obtenir un deuxième mandat. Il est fait chevalier en 1971.
Cependant, le deuxième mandat voit le GLC s'engager dans une politique très controversée sur les transports urbains. Plummer estime que les rues de Londres, construites avant la voiture, sont insuffisantes pour faire face à la circulation croissante, et propose de résoudre le problème en créant des autoroutes urbaines. Le GLC achèterait obligatoirement des maisons et construirait trois rocades distinctes. Bien que les administrations précédentes aient construit de courts tronçons d'autoroute, il s'agit de la première politique globale. Le premier tronçon à être construit est le Westway de Marylebone à Acton, qui implique la démolition de milliers de maisons et la construction d'un grand pont en béton qui continue d'être la principale route vers le centre de Londres depuis l'ouest. Les habitants des zones où devaient passer les nouvelles autoroutes déclarent leur ferme opposition, et l'opposition travailliste s'engage à abandonner les projets et à subventionner les transports publics à la place. Ceci, combiné aux difficultés du gouvernement conservateur d'Edward Heath, conduit Plummer et les conservateurs à être battus en 1973 .
Plummer occupe une série de postes importants au sein du Parti conservateur. Il est président de sa propre association en 1965, et siège à l'exécutif de l'Union nationale des associations conservatrices et unionistes de 1967 à 1976. Après sa défaite, il est nommé président du Horserace Betting Levy Board en 1974. Plummer démissionne de la direction du groupe conservateur sur le GLC cette année, pour être remplacé par Horace Cutler, et démissionne du Conseil en 1976.
Il reprend sa carrière professionnelle en devenant membre du Lloyd's de Londres et président de la Portman Building Society. Il occupe également le poste de président du comité politique du Carlton Club, premier club conservateur, de 1979 à 1984.
Il est créé pair à vie le 29 mai 1981 en tant que baron Plummer de St Marylebone dans la ville de Westminster. Lord Plummer continue à travailler et à assister aux séances de la Chambre des Lords jusqu'à ses 90 ans. 